# Marie-Elisabeth Hilger
Marie-Elisabeth Hilger (* 19. Dezember 1935 als Marie-Elisabeth Vopelius in Berlin) ist eine deutsche Historikerin.

## Leben
Von 1975 bis 1978 war sie Wissenschaftliche Rätin und Professorin für Sozial- und Wirtschaftsgeschichte. Von 1979 bis 2001 lehrte sie als Professorin für Sozial- und Wirtschaftsgeschichte an der Universität Hamburg.

## Publikationen (Auswahl)
- Die altliberalen Ökonomen und die Reformzeit (= Sozialwissenschaftliche Studien, Band 11). Fischer, Stuttgart 1968, OCLC 905639705 (zugleich Dissertation, Hamburg 1968).
- Elke Kleinau, Katrin Schmersahl und Dorion Weickmann (Hrsg.): "Denken heißt Grenzen überschreiten". Beiträge aus der sozialhistorischen Frauen- und Geschlechterforschung. Eine Festschrift zum 60. Geburtstag von Marie-Elisabeth Hilger. von Bockel, Hamburg 1995, ISBN 3-928770-58-6.